# Racoș, Hust
Racoș (în ucraineană Ракош, transliterat: Rakoș, în ucraineană Rákos) este un sat în așezarea urbană Vășcova din raionul Hust, regiunea Transcarpatia, Ucraina.

## Demografie
Componența lingvistică a localității Racoș
     Ucraineană (98,52%)
     Alte limbi (1,48%)
Conform recensământului din 2001, majoritatea populației localității Racoș era vorbitoare de ucraineană (98,52%), existând în minoritate și vorbitori de alte limbi.